# Koryos
Koryos (пра.-индоевр. «армия, люди под оружием» или «отряд, военный отряд») — реконструируемое рядом исследователей праиндоевропейское братство воинов, в котором неженатые молодые мужчины служили в течение нескольких лет в качестве обряда перехода во взрослую жизнь до их полной интеграции в общество.
Ученые [какие?] предположили существование *Koryos на основе более поздних индоевропейских традиций и мифов, в которых представлены организации безземельных молодых мужчин, воспринимаемых как возрастной класс, ещё не полностью интегрированный в сообщество женатых мужчин; их служба в «полицейской армии», отправка на часть года в дикую природу (где они охотились на животных и совершали набеги на общины других племён), а затем защита своего общества до конца года. Часть обряда были их мистическое самоотождествление с волками и собаками как символами смерти, беззакония и воинской ярости; и идея лиминальности между неуязвимостью и смертью, с одной стороны, и юностью и взрослостью, с другой.

## Этимология и название
Протоиндоевропейское существительное *kóryos означает «вооружённые люди» и переводится как «армия, боевой отряд, отряд воинов» или как «отряд, военный отряд». Оно происходит от существительного *kóro- «разрез, раздел, разделение», засвидетельствованного в древнеперсидском как kāra «народ, войско», а в литовском как kãras «война, войско».
Термин *kóryos имеет когнаты в балтийском *kāryas 'армия', кельтском *koryos 'отряд, племя', и германском *harjaz 'войско, отряд, армия, группа для набега'. В западно-центральных индоевропейских диалектах обозначение *koryonos, означающее «лидер *kóryos» (здесь присоединено к суффиксу -nos «хозяин '), также засвидетельствовано - в виде древнегреческого koíranos «вождь», древнескандинавского Herjan (< PGmc *harjanaz «вождь») и бриттонского Coriono-totae «люди вождя».
Галльские племена Uo-corri («две армии»), Tri-corii («три армии») и Petru-corii («четыре армии») предположительно сформировались из союзов бродячих боевых отрядов. Существительное *harja- также является частью составных имен в германских языках, таких как Herigast (Херегаст), которое возможно засвидетельствовано как Harikast на шлеме из Negau. Некоторые топонимы в Западной Европе, такие как Шербур во Франции или Херлен в Нидерландах, могут происходить от исторических этнических групп, название которых содержало кельтское существительное *koryo- «армия, отряд», как предложил Пьер-Ив Ламбер.
Кроме того, астурийское личное имя Vacoria (похожее на галльское Vocorius) было истолковано как происходящее от кельтского этнического имени *(d)uo-korio «обладающий двумя армиями» и название галльского племени кориосолитов, означающее «те, кто присматривает за войском» или «те, кто покупает солдат или наемников».  Древняя палео-испанская ономастика также подтверждает это существительное, хотя и в форме *koro, с тем же значением.
В индоевропейских исследованиях используется современный немецкий термин Männerbund (буквально «союз мужчин») часто используется для обозначения *kóryos.  Однако это может ввести в заблуждение, поскольку боевые отряды состояли из подростков, а не из взрослых мужчин. Некоторые ученые предложили термины Bruderschaft («братство») или Jungmannschaft («молодые [группы] мужчин») в качестве предпочтительных альтернатив.

## Историография
Концепция Männerbund была разработана в начале XX века такими учеными, как Генрих Шурц (1902), Ганс Блюэр (1917), Лили Вайзер-Алл (1927), Жорж Дюмезиль (1929 г.), Ричард Вольфрам (1932), Роберт Штумпфль (1934), Отто Хёфлер (1934), Стиг Викандер (1938) и Henri Jeanmaire (1939).
Эти теории повлияли на немецкие движения Völkisch в период 1900–1920-х годов, а затем на нацистские круги в 1930—1940-х годах. Ученые конца XX-ого века указали на ультраправые идеологические основы большинства ранних работ, но также дали новые указания, подтверждающие существование таких братств воинов в ранних германских и индоевропейских культурах.
Стандартным сравнительным обзором предмета является книга Кима Ханда, Wolf und Krieger bei den Indogermanen, опубликованная в 1987 году.

## Описание

### Обряд посвящения
*Koryos состояли из подростков мужского пола (предположительно от 12–13 до 18–19 лет), обычно происходящих из известных семей и вместе посвященных в зрелость как возрастная когорта. Пройдя болезненные испытания, чтобы войти в группу, они были отправлены жить как безземельные воины в дикую природу в течение нескольких лет, в группе от двух до двенадцати членов. Молодые самцы[прояснить] не имели ничего, кроме оружия, и жили на окраинах принимающего их общества. Социальное поведение, обычно запрещенное, такое как воровство, набеги или сексуальное насилие над женщинами, поэтому было терпимо среди членов *Koryos, пока злонамеренные действия не были направлены против принимающего общества. Их деятельность была сезонной, и часть года они жили в своей общине.

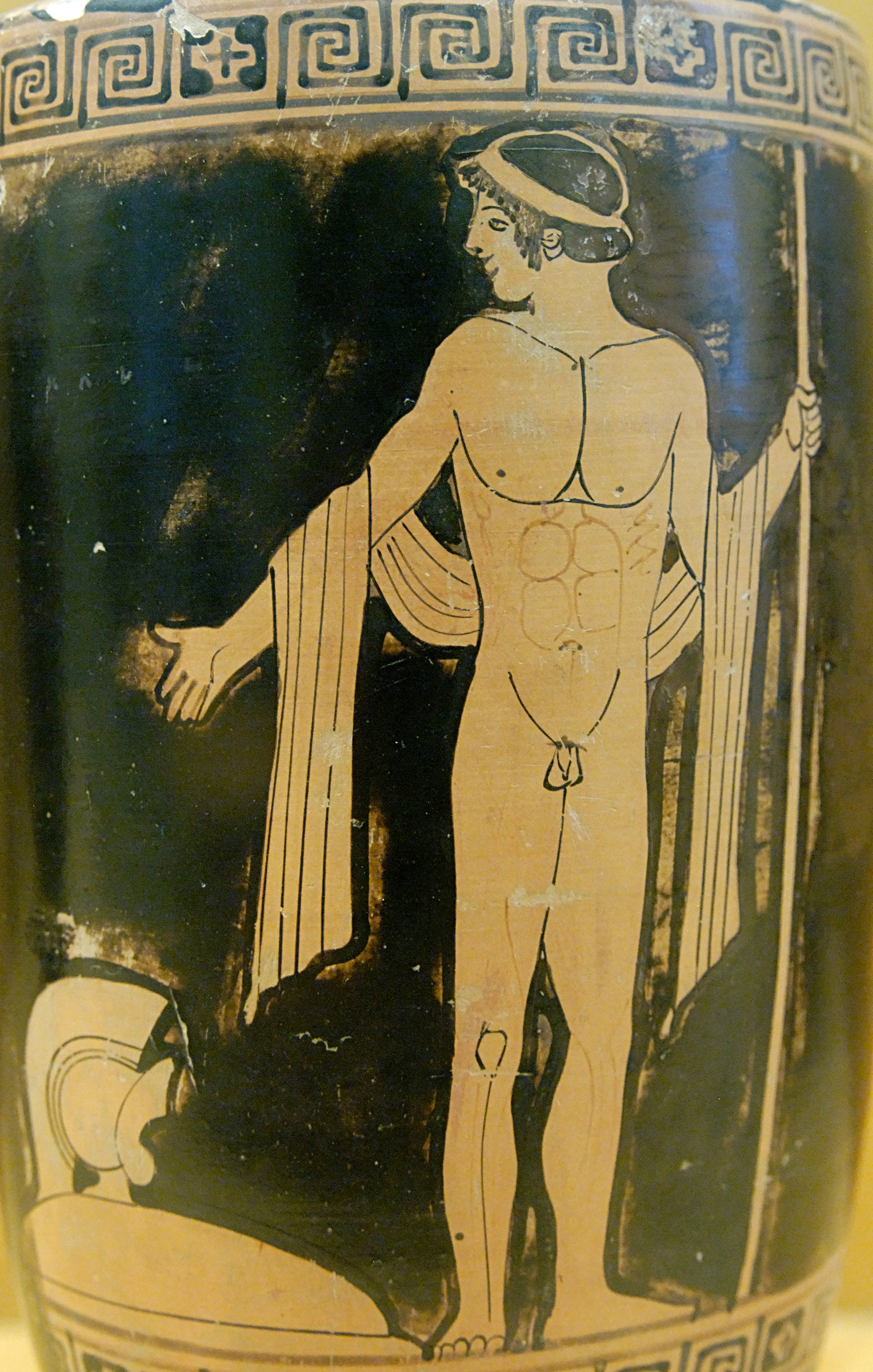
Афинский эфеб.

Их жизнь была сосредоточена на воинских обязанностях, охоте на диких животных и разграблении поселений с одной стороны; и на декламации героической поэзии, рассказывающей о подвигах героев прошлого и легендах об угоне скота с другой стороны. Традиция эпической поэзии, прославляющая героических и жестоких воинов, завоевавших добычу и территории (которые изображались как владения, которые боги хотели, чтобы они имели), вероятно, участвовала в подтверждении насилия среди *Koryos. Лидер банды, *koryonos, определялся игрой в кости, и результат считался выбором богов. Остальные участники поклялись умереть за него и убить за него. Он считался их хозяином в обряде посвящения, а также их «работодателем», поскольку молодые воины служили его телохранителями и защитниками.
Период инициации в *Koryos воспринимался как переходный этап, предшествующий статусу взрослого воина, и обычно завершался браком. *Koryos символически ассоциировались со смертью и лиминальностью, а также с плодовитостью и сексуальной распущенностью, Ким Маккоун утверждал, что члены *kóryos изначально служили молодыми неженатыми мужчинами без имущества, прежде чем они в конечном итоге были включены в *tewtéh2- («племя, люди под оружием»), состоящее из владеющих собственностью и женатых взрослые самцы.
По словам Дэвида У. Энтони и Доркас Р. Брауна, *Koryos, возможно, служили «организацией, способствующей групповой сплоченности и эффективности в бою, инструментом внешней территориальной экспансии и регулирующим устройством в экономиках, ориентированных в основном на пир».
В Европе эти связанные клятвой боевые отряды инициаторов в конце концов были поглощены все более могущественными покровителями и королями в течение железного века, в то время как в древней Индии их статус был понижен с подъёмом касты браминов, что привело к их постепенному упадку.

### Роль в индоевропейских миграциях

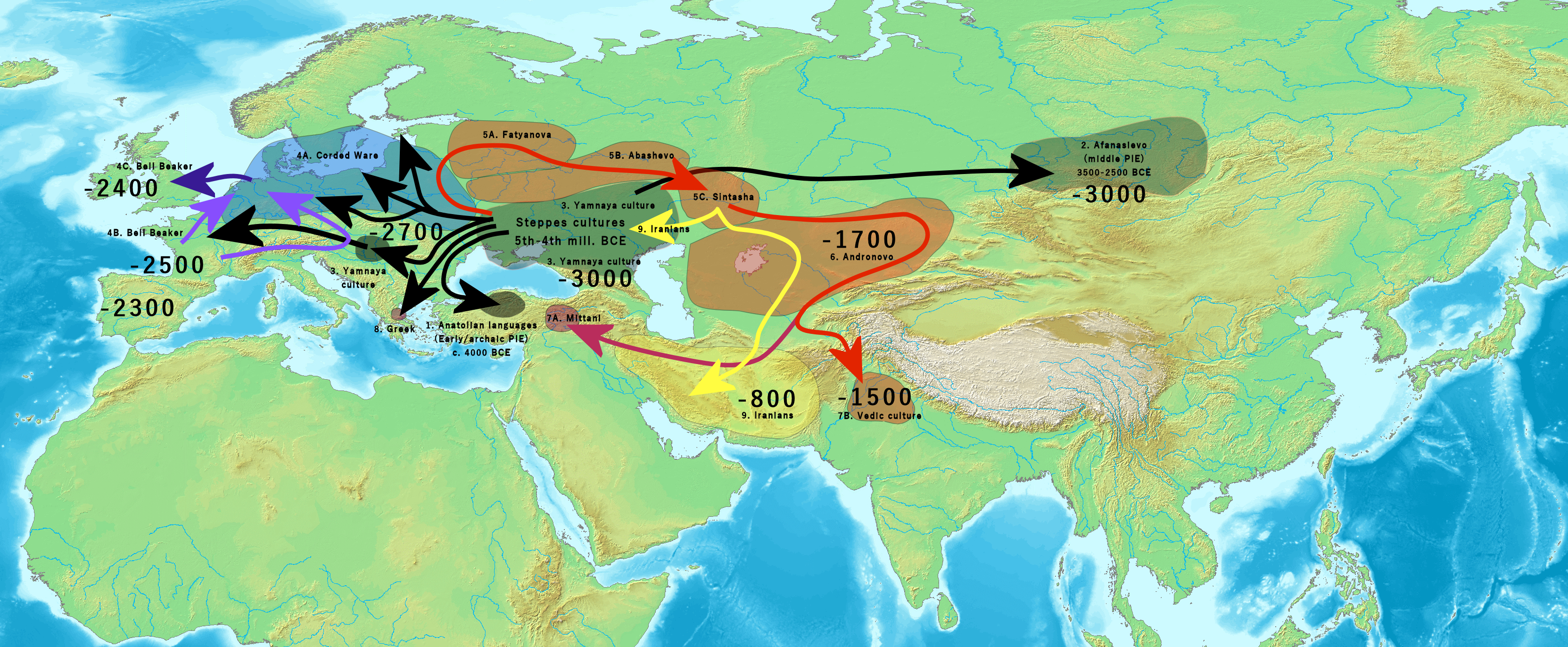
Миграции скотоводов из Причерноморско-Каспийской степи распространили генетический компонент ямной культуры и индоевропейские языки по Евразии

Учёные[какие?] утверждают, что институт *kóryos сыграл ключевую роль во время индоевропейских миграций и распространения индоевропейских языков по Евразии. Набеги этих молодых воинов могли привести к основанию новых поселений на чужих землях, подготавливая почву для более крупного переселения целых племен, включая стариков, женщин и детей. Этот сценарий подтверждается археологическими данными о ранней культуре одиночных погребений и шнуровой керамики в Ютландии, где 90% всех захоронений принадлежали мужчинам в ходе «колониальной» экспансии на территории культуры воронкообразных кубков.
Kóryos, вероятно, заставляли людей, не защищенных индоевропейским обществом, переселяться, чтобы получить безопасность или выгоду от воровства и набегов.

## Атрибуты

### Волчье поведение
Боевые отряды состояли из воинов-оборотней, одетых в шкуры животных, чтобы принять природу волков или собак. Члены kóryos приняли волчье поведение и носили имена, содержащие слово «волк» или «собака», каждое из которых символизировало смерть и Потусторонний мир в индоевропейской вере. Идеализированные атрибуты *Koryos действительно были заимствованы из образов, окружающих волка: жестокость, хитрость, быстрота, огромная сила и ярость воина. Отождествляя себя с дикими животными, члены *Koryos считали себя физически и юридически перемещенными вне человеческого мира и, следовательно, больше не сдерживаемыми человеческими табу . Вернувшись к своей нормальной жизни, они не будут испытывать угрызений совести за нарушение правил своего домашнего общества, потому что они не были людьми или, по крайней мере, не жили в культурном пространстве принимающего общества, когда эти правила были нарушены.
В Древней Греции волчьи способы борьбы были зарезервированы для групп подростков, прошедших воинское посвящение. Молодые члены афинского эфебоса и спартанской криптеи умели применять боевые приемы, обычно запрещенные взрослому воину: прикрывали свои действия и рыскали по ночам, используя уловки и засады. Эфебы, в частности, находились под покровительством бога Аполлона, связанного во многих мифах с волками и носящего эпитет Ликейос. Во время инициации ирландский мифический герой Сетанта, типичное изображение члена кориос, получает имя Кухулин («гончая Куланна»). Молодые члены осетинского balc были прочно связаны с волком и описывались как k'war ("стадо"). В авестийской литературе также упоминается майрё («волк, пес») как молодой мужчина, служивший в отрядах воинов.

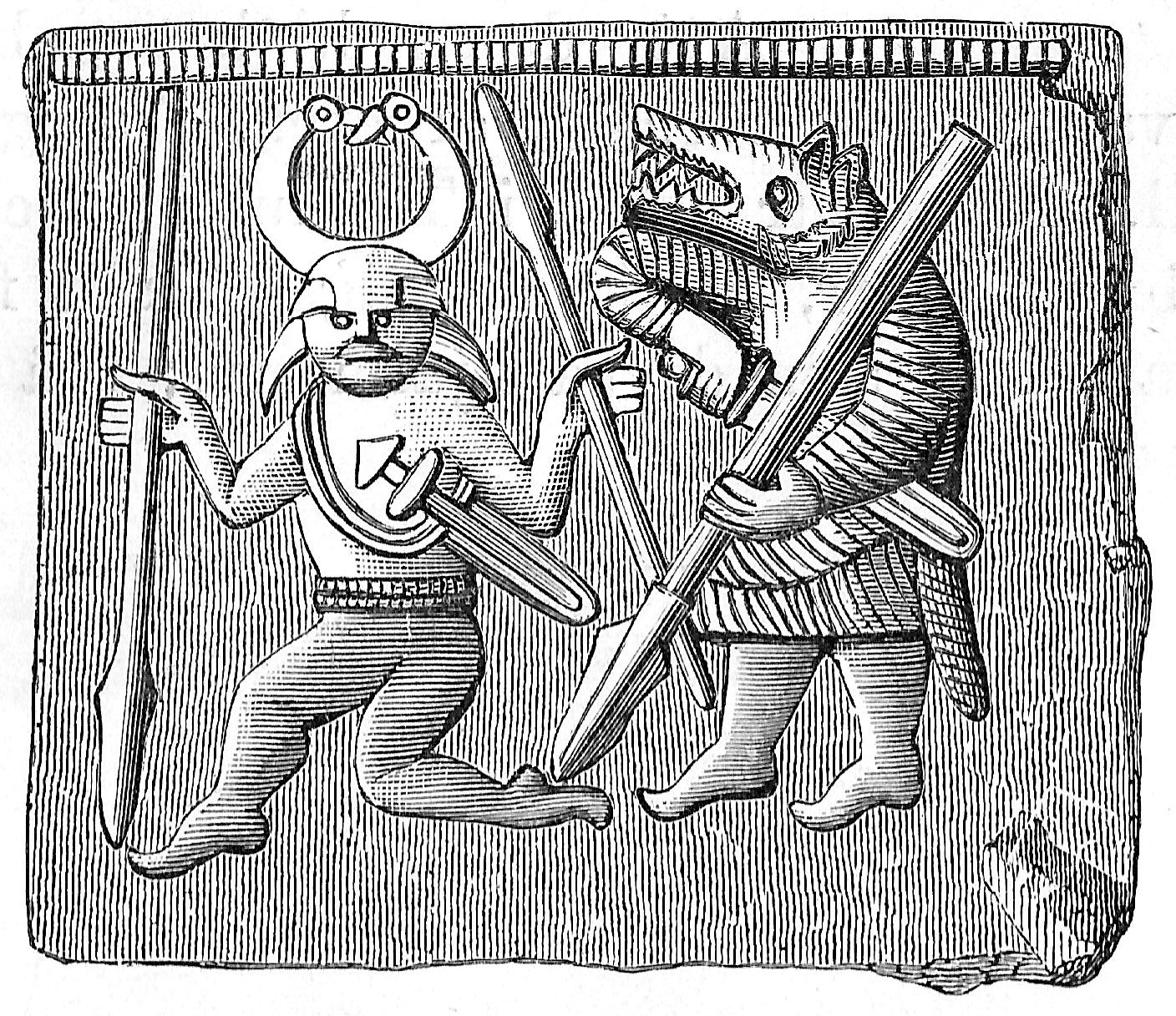
Гравюра на дереве одной из плит Торслунда эпохи Венделя, найденная на Эланде, Швеция. Вероятно, он изображает бога безумия Одина, за которым следует Берсерк.

В скандинавской традиции берсерков иногда называли úlfheðnar («с волчьей шкурой»), а безумных воинов, одетых в волчьи шкуры, называли úlfheðinn («волчья шкура»). Народная легенда об оборотне («человеке-волке»), встречающаяся во многих европейских традициях, вероятно, напоминает волчье поведение отрядов воинов. Подобные словообразования можно найти в западных индоевропейских языках, таких как древнегреческий luk-ánthrōpos («человек-волк»), протогерманский *wira-wulfaz («человек-волк»), протокельтский *wiro-ку («человек-собака») или праславянское *vьlkolakъ («волковолосый»).

### Воинская ярость
Противоречие между смертью и неуязвимостью подсказывает атрибуты, обычно ассоциируемые с *Koryos: большая сила, сопротивление боли и отсутствие страха. Предполагалось, что типичное состояние ярости или безумия воина увеличивает его силу сверх естественных ожиданий, экстатические выступления подчеркиваются танцами и, возможно, использованием наркотиков. Индоевропейский термин для обозначения «безумной атаки» (*eis) является общим для ведийской, германской и иранской традиций. Германские берсерки изображались как практикующие боевую ярость («берсерк», berserksgangr ), в то время как боевая ярость древнегреческого воина называлась lyssa, производное от lykos («волк»), как будто воины временно становятся волками в своей безумной ярости.
Таким образом, молодые мужчины воспринимались как опасность даже для принимающего их общества. Маруты, группа божеств бури ведической традиции, изображались как полезные, так и опасные сущности. Ирландский герой Кухулин становится ужасающей фигурой среди жителей столицы, Эмайн Маха, после того, как он обезглавил трех соперников из своего народа (Улайд). Стремясь унять его ярость, они решают схватить его и погрузить его тело в бассейны с водой, чтобы «остудить его». Ирландские источники также описывают некоторые отряды воинов как дикарей (díberg), живущих как волки, грабя и убивая. Точно так же некоторые греческие отряды воинов назывались гибристами (ὑβριστή) и изображались как жестокие и наглые группы выкупщиков и грабителей.

### Нагота
Многие курганные стелы, найденные в Причерноморско-Каспийской степи, которые связаны с протоиндоевропейской культурой, изображают высеченного на камне обнаженного воина-мужчину, в котором почти ничего нет, кроме пояса и оружия. В более поздних индоевропейских традициях налетчики *Koryos также носили пояс, который привязывал их к своему лидеру и богам, и больше ничего.
В древнегреческих и римских литературных источниках германские и кельтские народы часто изображались сражающимися обнаженными или полуобнаженными, вооруженными только легким оружием. В битве при Теламоне (225 г. до н.э.) галльские воины, как сообщается, носили только брюки и плащи. В скандинавской традиции Берсеркеры обычно пренебрегали использованием доспехов в пользу шкур животных, и иногда также говорили, что они сражаются обнаженными. Древние италийские племена также имели в своих рядах берсеркоподобных воинов, которые сражались нагими, босыми, с распущенными волосами и часто в единоборствах. Точно так же молодые ведические мальчики носили только пояс и шкуру животного во время инициации в *Koryos.
Кельтиберийские статуэтки V–III вв. до н.э. изображают обнаженных воинов с мечом, небольшим круглым щитом ( каэтра ), «силовым поясом», иногда шлемом. Традиция курганных стел с изображением воинов с поясом также распространена в скифских культурах. Согласно военному историку Майклу П. Шпейделю, сцена 36 Колонны Траяна, на которой изображены молодые люди с обнаженной грудью и босыми ногами, одетые только в щиты, могла быть изображением германских берсерков.

### Тьма
*Koryos обычно ассоциируется с чёрным или, по крайней мере, темным цветом и с мобилизацией хтонических сил. В индоевропейской литературе часто упоминается «черная земля» или «темная ночь», а ночная охота и бои, по-видимому, были одной из отличительных черт *Koryos.
В ведической традиции последователи Индры и Рудры носили чёрную одежду, а юных героев Средневековой Армении называли «черными юношами» (t'ux manuks). «Черный» Арам — это идеализированная фигура вождя *Koryos в армянских мифах, и его армии, как говорят, внезапно атакуют противников «до рассвета» в приграничных районах Армении.
Афинские эфебы традиционно носили чёрную хламидию, а древнегреческая традиция характеризовалась ритуалом инициации, навязываемым молодым мужчинам, в ходе которого «черных охотников» отправляли на границу для совершения военных подвигов. Действительно, греческая модель чёрного охотника Мелеагра названа в честь слова «черный» (мелас),  а армянское имя Арам происходит от корня *rē-mo- («грязь, сажа»).
Римский историк Тацит (1 в. нашей эры) также упоминает германских Харии (чье имя может происходить от *kóryos) как «дикарей», носящих черные щиты, красящих свои тела и выбирающих для битвы темные ночи. Кершоу предположил, что Харии были kóryos соседнего племени Лугии.

## Поздние данные и археология

### Красносамарское
В Красносамарском (поволжские степи) была найдена 51 собака и 7 волков, принесенных в жертву и съеденных в ходе зимнего обряда перехода в статус, метафорически представленный животными. Это место связано со срубной культурой (1900–1700 гг. до н.э.), обычно считающейся протоиранской и, возможно, состоящей из архаичных носителей иранского языка.
Красносамарское, по-видимому, было местом, куда люди со всего региона периодически приезжали, чтобы участвовать в трансгрессивных ритуалах инициации, проводимых зимой и требующих принесения в жертву собак и волков. По словам Энтони и Брауна, «это было место инверсии, как и поедание волков, животных, символизирующих антикультуру (убийца «стал подобен волку» в хеттском законе; термин «волк» использовался для относятся к разбойникам и преступникам, людям, стоящим вне закона, во многих других индоевропейских языках)». С собаками, найденными на этом участке, по-видимому, хорошо обращались при жизни, и они, вероятно, были домашними животными.
Ритуал был сосредоточен на жертвоприношении собак в регионе в период времени, когда собак обычно не ели. Крупный рогатый скот и овцы действительно употреблялись в пищу в течение всего года на этом участке, в то время как собак убивали почти исключительно зимой в результате регулярной инверсии обычных пищевых привычек.

### Индийская традиция
В ведической традиции мальчики начинали инициацию в 8 лет, изучая героическую поэзию о прошлом и отрабатывая свои охотничьи и боевые навыки. В 16 лет их инициировали в отряд воинов во время ритуала зимнего солнцестояния (Экастака), во время которого мальчики впадали в экстатическое состояние, а затем ритуально умирали, чтобы возродиться боевыми псами. После того, как их лидер был определен игрой в кости, инициированные молодые люди были брошены в дикую природу на четыре года, чтобы жить как собаки, воруя животных, женщин, товары и территорию, пока летнее солнцестояние не заканчивало сезон набегов. Затем молодые воины вернулись в свою лесную резиденцию, где они провели жертвоприношение Вратьястома, чтобы отблагодарить богов за свой успех. В конце четырехлетней инициации было проведено заключительное жертвоприношение Вратьястома, чтобы превратить собаку-воина в ответственного взрослого мужчину, затем вновь инициированные люди уничтожали свою старую одежду, дабы снова стать людьми, готовыми вернуться к жизни своей семьи и жить по правилам принимающего сообщества.
Вратья («собаки-жрецы») были известны проведением церемонии Экастака в день зимнего солнцестояния, когда, как говорят, родился Индра, бог войны, со своим отрядом Марутов. Термин Врата используется, в частности, в Ригведе для описания Марутов.

### Иранская традиция
Скифы, вероятно, организовывали военные экспедиции в качестве обязательного посвящения в зрелость, которое длилось несколько лет, как предполагают исторические набеги на Анатолию.
В осетинской традиции обязательное посвящение в мужественность включало военную экспедицию, известную как балк и продолжавшуюся один год. Группы формировались во время весеннего праздника (Стыр Тутыр), посвященного Уастырджи, божеству волков и воинов, в Варказане («месяц людей-волков»; октябрь – ноябрь).
По словам учёного Тураджа Дарьяи, фигуры из иранского фольклора, такие как Хосейн Корд (Горд), демонстрируют черты архетипа Männerbund.

### Греческая традиция
В Древней Греции традиционные боевые отряды утратили некоторые атрибуты безумия, характерные для оборотней в других индоевропейских культурах, но сохранили внушающий ужас внешний вид и хитроумную военную тактику первоначальных *kóryos.
С 17 до 20 лет афинские эфебы должны были жить в течение 2 лет в эфебее (ἐφηβεία). Отнесенные к краю общества, они получили маргинальный статус без полного гражданства. Их обязанностью была охрана пределов своего сообщества в мирное время, как правило, в качестве охранников полей, лесов и садов. Руководя засадами и стычками в военное время, эфебы носили черные туники и были легко вооружены. Существенной частью их обучения была традиционная охота, проводимая ночью с использованием силков и капканов. В случае спартанской криптеи это была даже охота на людей.
Спартанская криптея состояла из молодых людей, называемых agelai («стада»), которых возглавлял boagos («вожак скота»). Аналогичные образования, Иренас (ἰρένας), отвечали за надзор за илотами и помощь криптеям. Греческая колония Тарас, как говорят, была основана группой 20-летних спартанских парфениев, которым было отказано в гражданстве, чтобы побудить их покинуть родной город и основать новое поселение. Геродот упоминает миф об Аристодеме, который мужественно сражался, но спартанцы отказали ему в признании лучшим бойцом, потому что он «сошел с ума» (lyssônta) и отказался от построения. Предполагается, что древние греки думали, что воины-берсерки не имели место в построении фаланги.

### Германская традиция

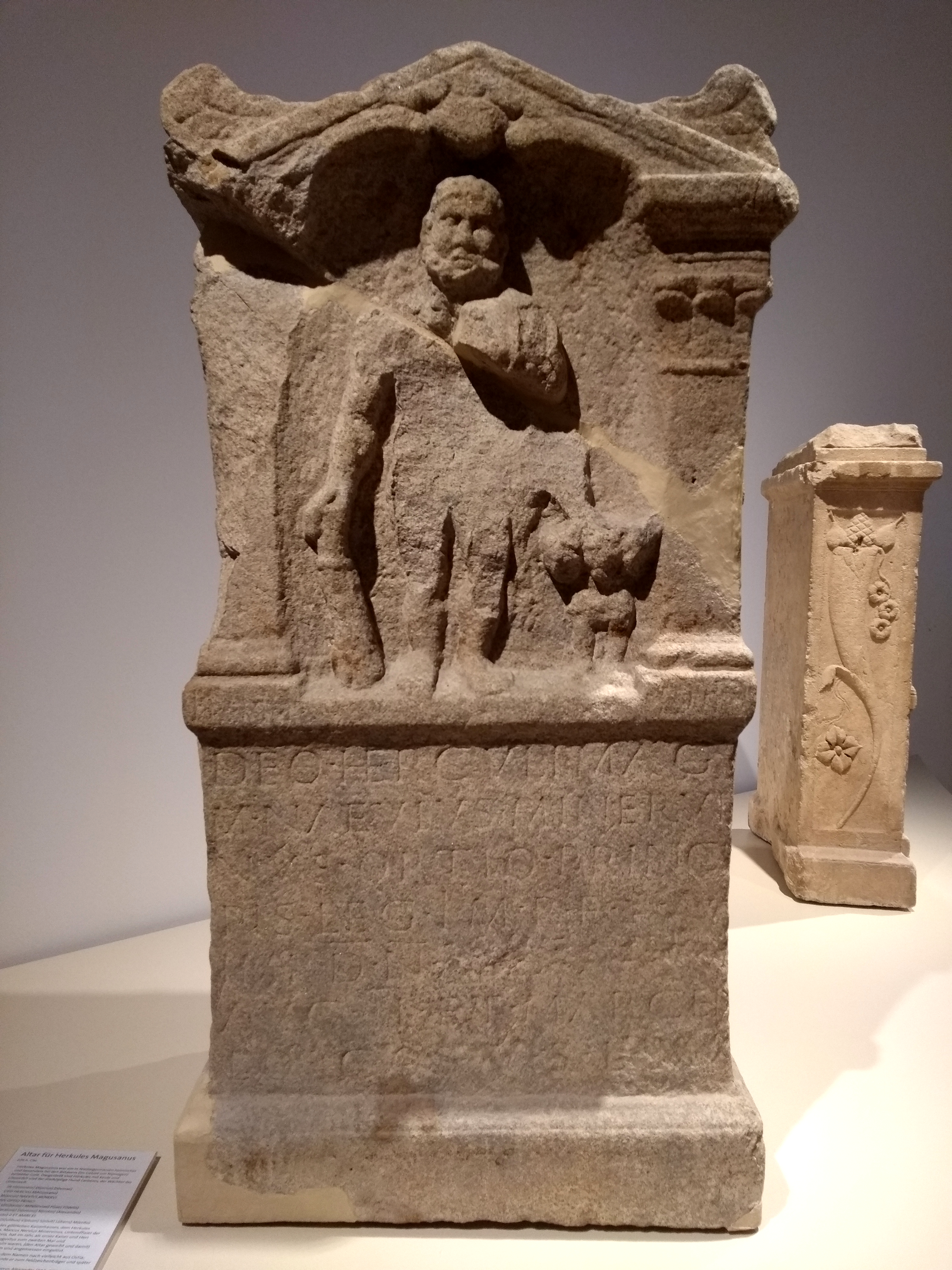
Романо-германское божество Геракл Магузан интерпретировалось как покровитель батавских кориос (226 г. н.э.) '.

В первые века нашей эры кельто-германские племенные общества бельгийской Галлии и Нижней Германии, вероятно, включали формирования молодых людей, которые представляли значительную политическую силу в принимающих их сообществах из-за их воинского характера. Среди батавов романо-германский бог Геракл Магузан , вероятно, считался покровителем и защитником Batavorum iuventus, своего рода военизированной организации, готовившей молодых людей к военной жизни.
Викинги состояли из групп молодых людей во главе со взрослым мужчиной во время трёхлетней заморской кампании. Социальная группа, состоящая из взрослых мужчин («бывших юношей»), вливалась в формацию лишь тогда, когда наступало время обосновываться на завоеванных землях. Действительно, Эпоху викингов набеги продолжались в течение двух столетий, прежде чем произошла определённая колонизация в таких регионах, как Британия, Франция и Русь.
В исландской Саге о Вольсунге XIII-го века Зигмунд обучает своего племянника Синфьётли, чтобы закалить его для последующих конфликтов, пробираясь с ним через лес, одетые в волчьи шкуры, воруя и убивая. В сцене, которую можно сравнить с ведической традицией и археологическим памятником Красносамарское, они сняли волчьи шкуры и сожгли их в конце инициации, так как были готовы вернуться в принимающую общину и вести жизнь, связанную с её социальными табу.

### Италийская традиция
Италийский ver sacrum предполагал отъезд группы людей одного возраста, чтобы основать «колонию». В частности, в рассказе о мамертинцах и римском ver sacrum, посвященном в 217 г. н.э. decimviri sacris faciundis, прямо говорится, что участниками были молодые люди.

### Кельтская традиция
В фенийском цикле ирландской мифологии фианны изображаются как отряды молодых мужчин-воинов и охранников, возглавляемые мифическим воином-охотником Финном. Им приходилось жить на открытом воздухе в лесах и холмах Ирландии в теплые месяцы с мая (Белтейн) по октябрь (Самайн), кормясь только охотой. В более холодные месяцы с ноября по апрель фианны возвращались на фермы своих семей.
В древней Ирландии диберги или фейндиди были группами молодых неженатых мужчин, которые жили за счет набегов и охоты в сельской местности; их поведение связывалось с поведением волка и собаки.
Gaesatae, группа галльских воинов-наемников, которые, по сообщениям источников, сражались обнаженными и упоминаются в конце III века до нашей эры, также могут быть связаны с *koryos.

### Армянская традиция
manuks («молодые воины») упоминаются в рассказе о легендарном основателе Армении Айке. Его потомок, Арам, интерпретируемый как «второй образ Айка», возглавляет армию из 50 000 norati («молодых»), захватывает земли во всех направлениях, чтобы создать новую, превосходящую прежнею, Армению. В отличие от Айка, который сражается со своим противником на территории Армении, Арам ведет войну в приграничных землях и за пределами Армении. По словам Армена Петросяна, молодые воины Арама могут быть интерпретированы как отражение *koryos, а солдаты Айка могут быть изображением взрослых мужчин с оружием.